# 롤프 차허

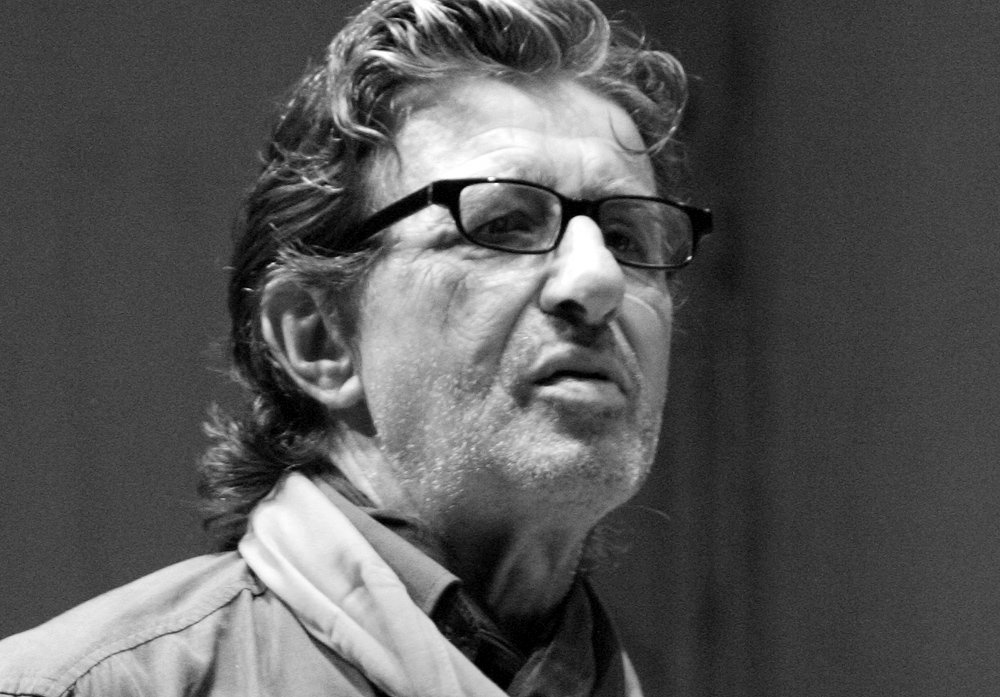
차허(2007년)

롤프 차허(독일어: Rolf Zacher, 1941년 3월 28일~2018년 2월 3일)는 독일의 배우, 성우, 가수이다.

## 작품 목록

### 영화
- 헤어드레서 (2010년) - 조 역
- 루루 앤 지미 (2009년)
- 가이스 앤 볼스 (2004년)
- 트라비에게 갈채를 2 (1992년)
- 비너스의 덫 (1988년)
- 죽음의 컴퓨터 게임 (1987년)
- 숲속의 24시 (1985년)
- 아프트 연애 대소동 (1984년)
- 마의 산 (1982년)
- 베를린 알렉산더 광장 (1980년)
- 히틀러의 아들 (1978년)
- 주인공 (1977년)
- 비정의 도시 베르린 (1976년)
- 하를리스의 죽음 (1972년)